# Falklandski otoki
Falklandski otoki, imenovani tudi Malvinski otoki (špansko Las Islas Malvinas), so čezmorsko ozemlje Združenega kraljestva z imenom Falklandski otoki (Malvini), ki si ga lasti tudi Argentina.

## Zgodovina
Odkritelj otočja v zgodovini ni znan, zato je imelo otočje skozi čas že mnogo imen: Sebaldsko otočje, Hawkinsonova zemlja, Malouines so le nekatera izmed njih. Prvi zabeleženi pristanek na otočju pa je bil leta 1690, ko je na otoku pristalo angleško ladjevje, dva največja otoka pa so poimenovali po prvem lordu admiralitete, Falklandu.
Otoke je prvi poselil Francoz Antoine de Bougainville, ki je aprila 1764 otoke razglasil za francosko posest in se naselil na vzhodnem otoku. Leta 1765 pa se je na zahodnem otoku izkrcal Anglež John Byron. Španci, ki jim je bilo leta 1713 z Utrechtskim sporazumom dodeljeno interesno območje, pod katerega so spadali otoki, so zahtevali razpustitev obeh kolonij. Francozi so se z otokov res umaknili, Španci, ki so zasedli njihove naselbine, pa so pregnali Angleže. Pozneje so se Angleži ponovno vrnili na otoke, ki pa ležijo v Argentinskem teritorialnem območju. Zaradi angleške zgodovinske premoči in argentinskih zgrešenih diplomatskih in vojnih premikov Argentina ni imela možnosti svojega ozemlja ponovno pridobiti.

## Geografija
Otočje je od južnoameriške celine oddaljeno približno 480 km. Sestavljata ga dva glavna otoka: Zahodni Falklandski otok in Vzhodni Falklandski otok, poleg njiju pa še približno 700 majhnih otokov. Skupna površina kopnega je 12.173 km².
Večino površine otočja zavzemata oba glavna otoka, ki ju ločuje Falklandski preliv. Na vzhodnemu otoku, kjer živi tudi večina prebivalstva, leži prestolnica Stanley in najvišji vrh Mount Usborne s 705 m nadmorske višine. Oba otoka sta gorata, na njima pa leže tudi močvirne ravnine, od katerih je najbolj znana Lafonia, južna polovica Vzhodnega Falklanda. Praktično vso površino območja uporabljajo za pašo ovac.
Manjši otoki obkrožajo večja dva. Nekateri izmed njih so Otok Barren, Otok Beaver (Bobrov otok), Otok Bleaker, Otok Carcass (Otok okostja), Otok George (Jurijev otok), Otok Keppel, Otok Lively (Živahni otok), Otok New (Novi otok), Otok Pebble (Otok prodnikov), Otok Saunders, Otok Sealion (Otok morskega leva), Otok Speedwell, Otok Staats, Otok Weddel in Otok West Point. Otoki Jason ležijo na severozahodu glavnega otočja, Otok Beauchene pa južno od njega. Otoka Speedwell in George od Vzhodnega Falklanda ločuje preliv Engle.
Otočje zahteva teritorialne vode, oddaljene 12 morskih milj (22 km) od obale in ekskluzivno ribiško območje 200 (370 km) navtičnih milj od obale. Slednje je bilo povod za spor z Argentino. 
Otočje ima hladno morsko podnebje z močnimi zahodnimi vetrovi. Običajno je oblačno in vlažno; dežuje več kot v polovici dni povprečnega leta. Sneženje je redko, vendar se lahko pojavi skoraj kadarkoli v letu. Otočani med seboj govore o dveh glavnih območjih otočja: Stanleyju in ostalemu delu, ki ga imenujejo »the Camp« (beseda prihaja iz španščine, kjer campo pomeni podeželje).